# 主麻日

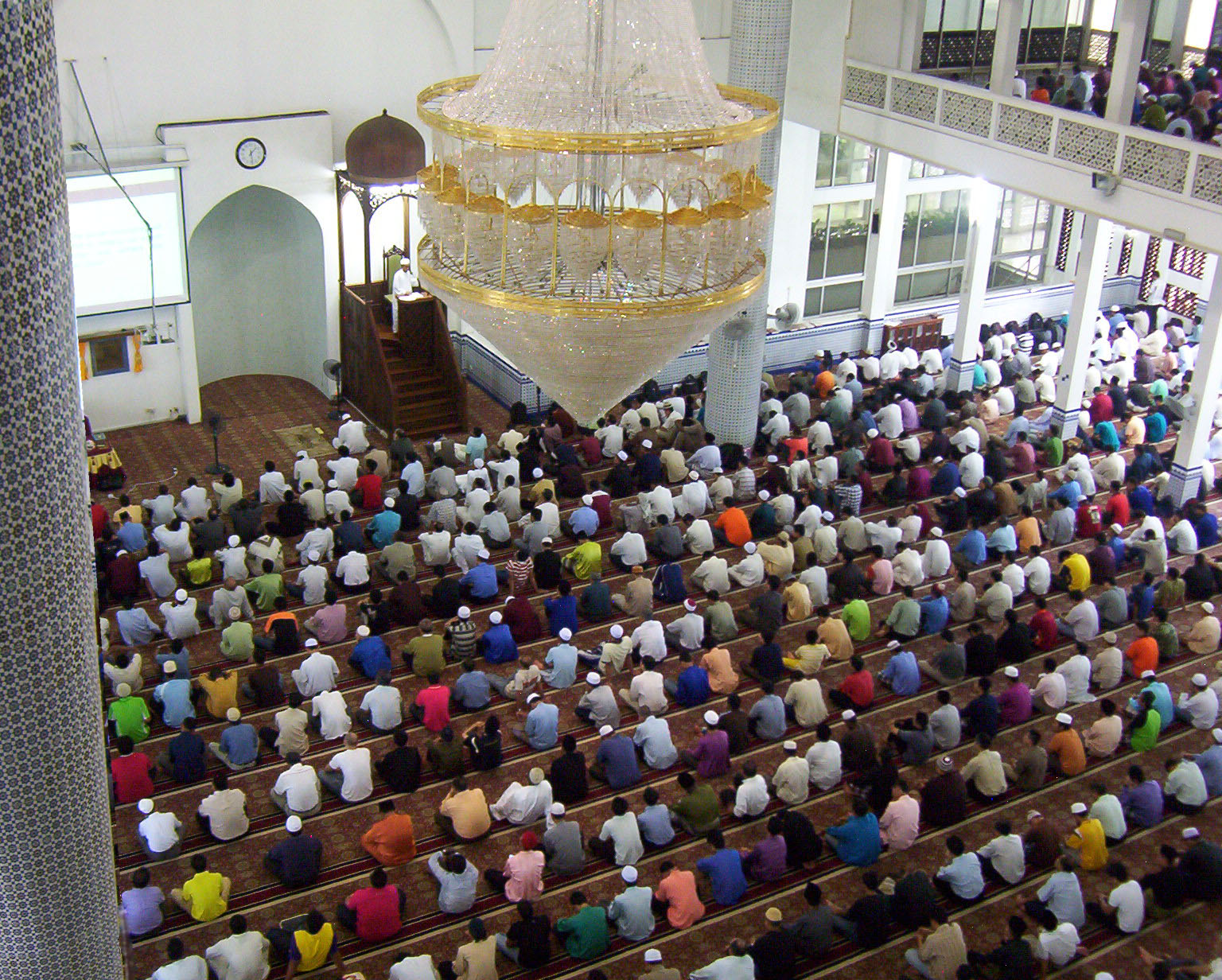
马来西亚一所大学的主麻日

主麻日（阿拉伯语：‎，羅馬化：ṣalāt al-jum'ah，“星期五的礼拜”）是穆斯林于每星期五举行的聚礼（萨拉特），完成主麻功课可免作午后的晌礼。不管时区如何，穆斯林每天都必须按照太阳的路径作五次礼拜。

## 名称变化
| 地区/国家                    | 语言                            | 主要                          |
| ---------------------------- | ------------------------------- | ----------------------------- |
| 阿拉伯世界                   | 阿拉伯语                        | صلاة الجمعة (Ṣalāh al-Jum'ah) |
| 伊朗、阿富汗                 | 波斯语                          | نماز جمعه (Namaz Jumah)       |
| 印度北部、印度东部、巴基斯坦 | 乌尔都语                        | جمعہ نماز (Jumma namaaz)      |
| 孟加拉国、印度东北部         | 孟加拉语                        | জুম'আ, জুম্মা (Jum'aa, jumma)     |
| 土耳其                       | 土耳其语                        | Cuma namazı                   |
| 阿塞拜疆                     | 阿塞拜疆语                      | Cümə namazı                   |
| 巴尔干半岛                   | 塞尔维亚-克罗地亚语、波斯尼亚语 | Džuma-namaz                   |
| 波兰                         | 波兰语                          | Dżummuah                      |
| 西班牙、拉丁美洲             | 西班牙语                        | Yumu'ah                       |
| 索马里、索马里兰             | 索馬里語                        | Salaada Juma                  |
| 东南亚                       | 印尼语、马来语                  | Salat jumat, Solat jumaat     |
| 印度尼西亞爪哇岛             | 爪哇語                          | Jemuwahan                     |
| 乌兹别克斯坦                 | 乌兹别克语                      | Juma namozi                   |
| 伊拉克库尔德斯坦             | 中库尔德语                      | نوێژی ھەینی                   |
| 新疆维吾尔自治区             | 维吾尔语                        | جۈمە نامىزى                   |
| 宁夏回族自治区               | 汉语                            | 主麻的乃玛兹                  |

## 在《古兰经》
在《古兰经》提到：
信道的人们啊！当聚礼日召人礼拜的时候，你们应当赶快去记念真主，放下买卖，那对於你们是更好的，如果你们知道。当礼拜完毕的时候，你们当散布在地方上，寻求真主的恩惠，你们应当多多地记念真主，以便你们成功。——古兰经，第六二章（聚礼 (主麻)），阿亞 9-10

## 在《聖訓》
摘自《圣训》：
艾布·胡莱勒的叙述：

先知说：“在主麻日，天使们站在清真寺的门口依次记录着来礼拜的人，最早来的人如同奉献了一峰骆驼，其次者如同奉献了一头牛，再其次者如同奉献了一只羊，再其次者如同奉献了一只鸡，再其次者如同奉献了一个鸡蛋；当伊玛目到来时，天使们就合上各自的记录本，聆听演讲。”——收集自穆罕默德·伊本·伊斯梅尔·布哈里，《布哈里聖訓》
引用穆罕默德的话说，在星期五安拉創造阿丹 ，星期五是太陽升起最好的一天。在星期五阿丹被帶到樂園和被趕出樂園，最后一小时将在星期五之后的第二天进行。[艾哈迈德 和 提尔密济圣训]
艾布·胡莱勒也引用穆罕默德的话说：“只要一个人在主麻日洗了大净，并且洗得干净；再抹点头油，或洒上香水；然后去清真寺，没有推开别人挤进班次而礼了主命拜；伊玛目演讲时，他在侧耳细听；那么，他从这一主麻到另一主麻之间的罪恶全被饶恕。”[布哈里圣训]